# Genska raznovrstnost
Genska raznovrstnost ali genetska raznolikost pomeni  v najširšem smislu vse trenutno poznane razlike v zaporedju nukleotidov med posamezniki, in sicer mutacije in polimorfizme. Je temelj za prilagajanje spremenljivim življenjskim razmeram pri vseh živih bitjih. Omogoča jim preživetje v spreminjajočem se okolju in s tem nenehno prilagajanje vrst skozi generacije. K visoki genski pestrosti v okviru vrste prispevajo velike efektivne populacije, zato je pomembno njihovo ohranjanje. Gensko raznovrstnost lahko prepoznamo na treh različnih nivojih: variabilnosti posameznika, raznolikosti v populaciji ter raznolikosti med populacijami.

### Variabilnost osebka
Diploidni osebek ima za vsak genski lokus dva alela (enega od očeta, drugega od matere). Če sta alela pri vseh osebkih populacije enaka, je lokus monomorfen, če pa sta različna, je polimorfen. Posamezen osebek je za polimorfen lokus lahko homozigoten (oba alela sta enaka) ali heterozigoten (alela sta različna). Monomorfni lokusi so vedno homozigotni. Gensko raznovrstnost lahko izrazimo kot odstotek heterozigitnih lokusov.

### Variabilnost populacije
Genska raznovrstnost znotraj populacije je seštevek genskih diverzitet posameznih osebkov. Določata jo vrsta alealov in frekvenca njihovega ponavljanja. Celota vseh alelov tvori genetski sklad populacije. Genska raznolikost (H) je odvisna od (1) števila alelov in (2) enakomernosti njihove razporeditve:
{\displaystyle H=1-\sum p_{i}^{2}}, kjer je p¡ frekvenca alela i.
Genska raznolikost v populaciji ni stalna, ampak se spreminja zaradi delovanja selekcijskih pritiskov iz okolja, zaradi migracij (genski pretok), zaradi genetskega zdrsa in zaradi dednih sprememb v sami DNK (mutacije). Višja je v populacijah, ki imajo za isti lokus večje število alealov in pri katerih so aleali enakomerneje razporejeni.

### Variabilnost med populacijami
Celotno gensko diverziteto vrste {\displaystyle H_{t}} lahko razdelimo na dve glavni komponenti: 
{\displaystyle H_{t}=H_{p}+D_{pt}}, kjer je H_p povprečna genska raznolikost posamezne populacije, {\displaystyle D_{pt}} pa predstavlja povprečno divergenco med populacijami določene vrste.
Pri človeku (vrsta z velikim genskim pretokom) je samo 7 % celotne genske raznovrstnosti odgovorne za razlike med tremi glavnimi rasami (kavkazoidi, negroidi in mongoloidi), preostalih 93 % raznovrstnosti pa obstaja znotraj teh ras. Razmerja so povsem drugačna pri živalih z majhno disperzijsko zmnožnostjo. Pri kengurujski podgani vrste Dipodomys ordii gre kar 70 % diverzitete na račun razlik med populacijami.

## Pomen genske raznovrstnosti
Genska pestrost je pomembna za prilagajanje vseh živih bitij na spreminjajoče se okolje. Poleg tega je pomembna za ohranjevanje sort kmetijskih rastlin in pasem oziroma linij domačih živali. Za njihovo ohranjevanje so pomembne ti. genetske rezerve (npr. minimalno število živali in doz živalskega semena).
Gensko siromašenje vrst ogroža njihov obstoj in je posledica zmanjševanja in izolacije posameznih populacij zaradi zmanjševanja, drobljenja in izolacije habitatov. Mnoge prostoživeče rastlinske in živalske vrste so danes omejene na razdrobljene, nepovezane populacije, ki so med seboj genetsko izolirane. To se izraža v genetskem zdrsu, ki je tem večji, čim manjše in čim bolj izolirane so populacije. Varovanje genetskih virov in-situ in ohranjanje ustreznih velikosti efektivnih populacij je zato glavni cilj ohranjanja biotske raznovrstnosti, medtem ko je varovanje ex-situ, kakor so botanični in živalski vrtovi, arboretumi in genetske banke, nujen dodaten ukrep pri redkih in ogroženih vrstah in tam, kjer varovanje in-situ ni več možno.

## Ohranjanje genske raznovrstnosti
Ohranjanje genske raznovrstnosti je treba obravnavati kot sestavni del in dopolnilo k varstvu vrst in ekosistemov. Sestavni del zato, ker z vzpostavitvijo ekoloških koridorjev lahko preprečimo izolacijo posameznih populacij in s tem siromašenje genske raznovrstnosti, ki lahko vodi v izumiranje vrst; dopolnilo pa zato, ker lahko v določenih primerih procese, ki vodijo v zmanjševanje vrstne pestrosti, ugotovimo s spremljanjem genske raznovrstnosti, še preden jih je možno zaznati s spremljanjem drugih značilnosti.